# 拜泽代克
拜泽代克，是匈牙利巴兰尼亚州所辖的一个村。总面积11.36平方公里，总人口241，人口密度21.2人/平方公里（2011年1月1日）。